# Eragrostis australasica
Eragrostis australasica là một loài thực vật có hoa trong họ Hòa thảo. Loài này được (Steud.) C.E.Hubb. mô tả khoa học đầu tiên năm 1941.